# Лукреција Палеолог
Лукреција од Монферата (Казале Монферато – Ферара, 1508) била је италијанска племкиња.

## Биографија
Била је биолошка ћерка Вилијама VIII Палеолога, маркиза од Монферата. Отац јој је дао у мираз дворце Бистањо, Монастеро, Касинаско и Сан Ђорђо. Године 1481. купила је Кастелето д'Орба, који је потом уступљен породици Адорно. Током рата против Млечана које је предводио војвода од Фераре Ерколе I д'Есте, Лукреција је отишла у Монферат са намером да окупи најамнике да јој притекну у помоћ. Бањолски мир из 1484. године, јој је узалуд помогао.
Умрла је у Ферари 1508. године.

## Потомство
Њен први брак склопљен је 11. октобра 1464. године, удала се за Ђованија Бартоломеа дел Карета (?-1471), маркиза од Босоласка и већ оца четири ћерке из претходног брака. Нису имали деце.
Пошто је остала удовица, поново се удала 11. јуна 1472. године, за Риналда д'Естеа, ванбрачног сина Никола III д'Естеа, маркиза од Фераре и Ане де Роберти. Имали су двоје деце:
- Лаура (?-1534), удала се прво 1494. године,[6] за Алфонса Калкањинија од Фераре, а затим 1505. године,[7] Ђованија Сасателија од Имоле (1480-6. јула 1539. [8]), кондотјер.
- Сигисмундо, оружник у служби Чезара Борџије.